# Ger Biermans
Gerardus Johanna Jozef (Ger) Biermans (Herten, 29 maart 1954) is een Nederlands politicus. Namens de Volkspartij voor Vrijheid en Democratie maakte hij van 10 juni 2003 tot 7 juni 2011 deel uit van de Eerste Kamer der Staten-Generaal. Biermans is werkzaam als makelaar onroerend goed in de Provence-Frankrijk

## Biografie
Biermans studeerde rechten aan de Katholieke Universiteit Nijmegen en fiscaal recht aan de Rijksuniversiteit Leiden. Na zijn studie ging hij aan de slag als belastinginspecteur. Vanaf 1986 tot medio 2008 was Biermans werkzaam bij Deloitte.
Biermans is vanaf 1991 tot 2010 bestuurlijk actief geweest in de afdeling Venlo van de VVD, sinds 2001 als voorzitter. Bij de Eerste Kamerverkiezingen 2003 werd hij gekozen in de Senaat, waar hij zich sindsdien bezighoudt met fiscale zaken.

## Persoonlijk
Ger Biermans is rooms-katholiek. Hij woont in Tourtour in Frankrijk en is getrouwd en heeft een dochter en een zoon.
- Parlement.com: vgghlcz6pkof